# Helmut Meinhardt
Helmut Meinhardt (* 15. Dezember 1933 in Dingelstädt/Eichsfeld (Thüringen); † 22. Mai 2018 in Gießen) war ein deutscher Philosoph.

## Leben
Helmut Meinhardt studierte Philosophie, katholische Theologie und griechische Philologie (Nebeninteressen: Musikwissenschaften, Psychologie) in Fulda und Münster, wo er 1963 mit einer Arbeit zu „Teilhabe bei Platon“ promoviert wurde (Betreuerin: Gerda von Bredow). Im selben Jahr wurde er wissenschaftlicher Assistent am Philosophischen Seminar Münster bei Otto Most.
1964 erhielt Meinhardt einen Lehrauftrag für philosophische Proseminare und Mitwirkung an Prüfungen. Ab 1965 war er Mitglied des „Collegium Philosophicum“ von Joachim Ritter und beteiligt an den Diskussionen um das Gründungs-Konzept des Historischen Wörterbuches der Philosophie. Er folgte dem Philosophen Ludger Oeing-Hanhoff nach Gießen, wo er ab 1967 als wissenschaftlicher Assistent am Seminar für Philosophie tätig war. 1971 erfolgte seine Habilitation für das Fach Philosophie (Erkenntnis bei Nikolaus von Kues) vor der Philosophischen Fakultät der Universität Gießen.
1971/72 war er Mitinitiator und Gründungsmitglied des Gießener „Zentrums für Philosophie und Grundlagen der Wissenschaft“. 1972 übernahm er die Professur für Philosophie und lehrte außer am Zentrum für Philosophie auch Geschichtswissenschaften im Fachbereich 8. Zwischen 1973 und 1999 war er mehrfach Geschäftsführender Direktor des Zentrums für Philosophie sowie Mitglied im Ständigen Ausschuss 4 (Bibliothekswesen), zudem Studienfachberater für Philosophie und Mitglied im Promotionsausschuss der Geisteswissenschaftlichen Fachbereiche. 1976/77 und 1992/93 war er Dekan des Fachbereichs Geschichtswissenschaften.
Ab dem 1. April 1999 trat er in den beamtenrechtlichen Ruhestand ein: Wegfall der Selbstverwaltungspflichten, aber als habilitierter „Angehöriger“ der Universität weiterhin in Forschung, Lehre, Studienbetreuung und Prüfungen tätig. Von 2001 bis 2004 übernahm er jeweils im Sommersemester (fünf Semesterwochenstunden) zusätzliche Gastvorlesungen zum Themenschwerpunkt Antike und Mittelalter an der Friedrich-Schiller-Universität Jena. Von 1972 bis 2018 lehrte er als Professor für Philosophie an der Universität Gießen.
Seine Schwerpunkte waren Philosophie in Antike und Mittelalter mit Querverbindungen zur Theologie sowie deren Fortsetzungen in der Neuzeit und umfassten neben der Metaphysik vor allem die Ethik und die Grundlagen der Theologie.
Ebenso war er ab 1964 als Volkshochschulkursleiter in Philosophie zunächst in Münster/Westfalen, ab 1968 in Lauterbach (bis 1998) und Alsfeld tätig.
Sehr engagiert war er auch auf kulturpolitischem Gebiet als langjähriger (1970–2002) Vorsitzender des Gießener Konzertvereins und des Vereins der Freunde des Stadttheaters Gießen, sowie Mitglied im Aufsichtsrat der Stadttheater GmbH; zudem Professorensprecher der „Capella Academica“, des Laiensinfonieorchesters an der Universität Gießen.
Seine privaten Nebentätigkeiten umfassten sowohl Vorträge in Meißen (Lehrerfortbildung), Dresden, Gießen und Wetzlar als auch Hausmusik (Bratsche, Klavier) und Kirchenmusik (Orgel).

## Schriften (Auswahl)

### Bücher
- Teilhabe bei Platon. Ein Beitrag zum Verständnis platonischen Prinzipiendenkens unter besonderer Berücksichtigung des „Sophistes“. Freiburg im Breisgau 1968, OCLC 2961166.
- Als Herausgeber: Der Sophist. Griechisch/Deutsch. Einleitung, Übersetzung und Kommentar, Stuttgart 1990, ISBN 3-15-006339-6.
- Erkenntnis bei Nikolaus von Kues. Habilitationsschrift der Philosophischen Fakultät der Justus-Liebig-Universität Gießen 1971. In dieser Form nicht veröffentlicht; einzelne Kapitel sind separat an verschiedenen Orten erschienen.

### Beiträge zu Sammelwerken und Zeitschriften
- Der christologische Impuls im Menschenbild des Nikolaus von Kues. Erwägungen eines Philosophen über den christologischen Humanismus im dritten Buch von „De docta ignorantia“. In: Festgabe für Rudolf Haubst, Mainz 1978, S. 105–116 (Mitteilungen und Forschungsbeiträge der Cusanus-Gesellschaft. 13). Diskussion dieses Aufsatzes in Mitt. u. Forschungsbeiträge der Cus.-Ges. 14. Mainz 1980
- Nikolaus von Kues und der Nominalismus. In: Theologie und Menschenbild, E. Link zum 65. Geburtstag. Frankfurt am Main 1978, S. 177–193
- Das Eine vor den Gegensätzen. Marginalien zur Geschichte des Koinzidenz-Prinzips. In: Archiv für Begriffsgschichte XXII (1978), S. 133–153
- Exaktheit und Mutmaßungscharakter der Erkenntnis. In: Nikolaus von Kues, hg. von K. Jacobi. Freiburg 1979, S. 101–120
- Ploetz, Auszug aus der Geschichte. 29. Aufl. Würzburg 1998, Beiträge über Scholastik und Mystik im Hoch- und Spätmittelalter
- Die Philosophie des Peter Abaelard. In: Die Renaissance der Wissenschaften im 12. Jhdt. Hg. von P. Weimar. Zürich 1981
- Ernst Horneffer (1871–1954). Philosoph. In: Gießener Gelehrte in der ersten Hälfte des 20. Jahrhunderts. Hg. von H.G. Gundel u. a. Veröffentlichungen der Hist. Kommission für Hessen 35,2. Marburg 1982, S. 443–451
- Theodor Steinbüchel (1888–1949). Philosoph. Marburg 1982, S. 930–938